# Санкции Евросоюза
Санкционный режим в Европейском Союзе реализуется через исполнение санкций ООН и принятие своих автономных санкций посредством решений и регламентов CFSP, которые состоят из ограничений экономических отношений, замораживания активов и запретов на поездки. Евросоюзом заявлено, что применяемые санкции являются частью политического арсенала, направленного на изменение политики или поведения тех, против кого они направлены. Их можно использовать против иностранных правительств, компаний, групп или организаций (например, террористических групп), физических лиц.

## Общие положения
Обеспечение соблюдения санкций ЕС является обязанностью каждого государства-члена.
Санкции ЕС или «ограничительные меры» изложены в решениях и положениях Совета ЕС по общей внешней политике и политике безопасности (ОВПБ). Штрафы за нарушение санкций и лицензии (исключения) также предусмотрены в соответствующих законах.
С 2012 года Европейский совет и Комиссия опубликовали руководства в различных формах относительно введения и соблюдения экономических санкций ЕС.
Лица или организации, включённые в санкционные списки ЕС, могут обратиться в Совет с просьбой снять ограничительные меры в отношении них и/или оспорить их в суде решение Совета о включении их в список.
Нарушения санкций ЕС расследуются и наказываются государствами-членами ЕС, при условии соблюдения некоторых требований, установленных ЕС.

## Виды санкций
Санкции ЕС могут быть направлены против правительств стран, не входящих в ЕС, организаций и лиц. ЕС может вводить ограничительные меры в целях реализации резолюций ООН, для усиления санкций ООН или по собственной инициативе.
Большинство санкций, принятых ЕС, направлены против физических и юридических лиц и состоят из заморозки активов, запретов на поездки и запрета на предоставление средств и экономических ресурсов перечисленным организациям или лицам. Заморозка средств и экономических ресурсов включает активы, принадлежащие или контролируемые целевыми лицами или организациями (такие как наличные деньги, банковские депозиты, акции, доли и т. д.), к которым нельзя получить доступ, которые нельзя перемещать или продавать, а также недвижимость, которую нельзя продавать или сдавать в аренду. Запреты на выдачу виз или поездки не позволяют физическим лицам въезжать на территорию ЕС.

### Секторальные санкции
ЕС также может принять целевые секторальные санкции, такие как экономические и финансовые меры (например, ограничения импорта и экспорта товаров и технологий, ограничения на банковские услуги) или эмбарго на поставки оружия, чтобы запретить экспорт оружия и других товаров, которые могут быть использованы в конфликтах или для внутренних репрессий.

## Действующие режимы санкций
В ЕС действует около 50 режимов санкций, и почти 5000 лиц и организаций по всему миру подвергаются санкциям ЕС. Географические режимы санкций касаются конкретной ситуации третьих стран и в настоящее время применяются к более чем 40 странам. Примерами автономных географических режимов являются санкции, направленные на ситуацию в России/Украине, Венесуэле, Иране или Сирии.
ЕС также принимает режимы санкций с тематическим фокусом. Эти режимы позволяют ЕС вводить санкции против лиц и организаций, вовлеченных в распространение химического оружия, кибератаки, нарушения прав человека или терроризм..

## Процедура принятия санкций
Решения и постановления о санкциях принимаются Советом ЕС единогласно. Санкции ЕС применяются в пределах юрисдикции ЕС.
Основополагающим принципом санкций ЕС является то, что в случаях, когда лица и организации подвергаются этим мерам, их основные права должны соблюдаться. Это включает в себя права на надлежащую правовую процедуру для лиц и организаций, включённых в список, в соответствии с прецедентным правом Суда Европейского Союза.
Решения Совета основываются на верховенстве закона. После того, как лицо было внесено в список, ЕС информирует его о включении в список. У него есть право подать представление Совету и попросить Совет исключить его из списка. Любое включённое в список лицо имеет право подать иск и оспорить включение в список в европейских судах. Содержание этих представлений и судебных дел является конфиденциальным.
Режимы санкций ЕС регулярно пересматриваются и, при необходимости, корректируются. Совет пересматривает обстоятельства, касающиеся каждого включенного в список лица, и определяет, следует ли вносить изменения в правовые акты..
Все правовые акты, касающиеся санкций ЕС, публикуются в официальном журнале ЕС.

## Другие государства
Хотя Швейцария не является членом ЕС, она часто полностью или частично присоединяется к санкциям, введённым ЕС.

## Санкционный режим в Германии
Германия является государством-членом ООН и ЕС и применяет санкции ООН и санкции ЕС. За соблюдение и надзор за санкциями в Германии отвечают Центр финансовых санкций Deutsche Bundesbank и Федеральное ведомство по экономике и экспортному контролю. Статьи 18 и 19 Закона о внешней торговле предусматривают, что нарушение законов о финансовых санкциях может быть наказано как уголовное преступление или административное правонарушение.

## Санкции Евросоюза против Турции
В 2019 году ЕС ввёл санкции против Турции, в отношении лиц и организаций, ответственных или участвующих в «несанкционированном бурении углеводородов в водах», на которые претендует Республика Кипр на основании решения Совета (CFSP) 2019/1894  и регламента Совета (ЕС) 2019/1890 . После Brexit'а в Великобритания действует аналогичный режим на основании специально принятого Положения о несанкционированном бурении в Восточном Средиземноморье (санкции) (выход из ЕС) 2020 года, для «гарантий эффективного сохранения санкций после выхода Великобритании из ЕС», связанные с несанкционированным бурением в Восточном Средиземноморье. На сегодняшний день Великобритания не обозначила ни одной цели .